# Pomarkku
Pomarkku  (schwedisch: Påmark) ist eine Gemeinde mit 1980 Einwohnern (Stand 31. Dezember 2022) in Westfinnland. Sie liegt rund 25 Kilometer nordöstlich der Hafenstadt Pori in der Landschaft Satakunta. In Pomarkku wird ausschließlich Finnisch gesprochen.

## Gemeinde
Die politische Gemeinde besteht seit 1868 und umfasst neben dem Kirchdorf Pomarkku die Orte Harhala, Honkakoski, Kiilholma, Kivijärvi, Laitila, Längelmäki, Tuunajärvi und Uusikylä.

## Wappen
Wappenbeschreibung: „In Gold ein blaues Schildhaupt, in das fünf goldene Spitzen aufsteigen“.

## Sehenswürdigkeiten
Das Kirchdorf Pomarkku hat einen gut erhaltenen historischen Ortskern mit zahlreichen pittoresken Holzhäusern aus dem 19. Jahrhundert. Der Ort hat zwei Kirchen, neben der 1921 erbauten Granitkirche die 1802 erbaute alte Holzkirche, deren Innenraum mit zahlreichen Wandmalereien verziert ist.
Zu den Hauptarbeitgebern zählt neben der Gemeindeverwaltung vor allem die Schuhindustrie, daneben auch einige Betriebe der holz- und metallverarbeitenden Industrie.

## Söhne und Töchter der Gemeinde
- Seppo Nikkari (1948–2022), Leichtathlet